# 生産性分析
生産性分析とは、財務分析の方法の一つであって、企業の産み出した付加価値を分析するものである。収益性分析が投資家の立場から見た企業の効率性を測定する指標であるのに対して、生産性分析は、労働者や国・地方公共団体などの幅広いステーク・ホルダーの立場から見た企業の効率性を測定する指標である。

## 関連書籍
- 「日本経済の生産性分析: データによる実証的接近」（中島 隆信 (著)、日経BPマーケティング(日本経済新聞出版、2001年6月1日)
- 「サービス産業の生産性分析: ミクロデータによる実証」（森川正之 (著)、日本評論社、2014年2月20日)

- 「生産性向上だけを考えれば日本経済は大復活する シンギュラリティの時代へ」（三橋 貴明、(著)、彩図社、2017年5月30日)